# Regimiento de Artillería 4 (Bolivia)
El Regimiento de Artillería 4 (RA-4) «Bullaín» es un regimiento del Ejército de Bolivia perteneciente a la Cuarta División del Ejército y con base en la localidad de Cuevo. Su misión es el apoyo a la unidad a la que pertenece a través de operaciones. El Regimiento es también un centro de reclutamiento de conscriptos.